# Blaž Kramer
Blaž Kramer, slovenski nogometaš, * 1. junij 1996, Celje.
Kramer je profesionalni nogometaš, ki igra na položaju napadalca. Od leta 2024 je član turškega kluba Konyaspor, ki ga je leta 2025 posodil v saudski Al-Okhdood, in od leta 2020 tudi slovenske reprezentance. Pred tem je igral za slovenska kluba Šampion in Aluminij, nemški VfL Wolfsburg II, švicarski Zürich in poljsko Legio Warsaw. Skupno je v prvi slovenski ligi odigral 28 tekem in dosegel šest golov. Bil je tudi član slovenske reprezentance do 19 in 21 let.